# Cogolludo
Cogolludo est une commune d'Espagne de la province de Guadalajara dans la communauté autonome de Castille-La Manche.

## Géographie
Située dans la comarque de La Serranía Cogolludo est à 37 km au nord de la capitale de la province, Guadalajara.